# 下霍滕巴赫代勒河
51°02′30″N 7°09′01″E / 51.041647°N 7.150309°E
下霍滕巴赫代勒河（德語：Unterhortenbacher Delle），是德國的河流，位於該國西部，處於北萊茵-威斯特法倫州，屬於霍爾滕巴赫錫芬河的右支流，河道全長0.4公里，流域面積10平方公里。